# Carcharhinus cautus
Lo squalo nervoso (Carcharhinus cautus) è una specie di squalo della famiglia dei Carcarinidi. Vive nelle acque intorno all'Australia, alla Papua Nuova Guinea e alle Isole Salomone. Deve il nome alla timidezza che ha nei confronti di nuotatori e subacquei.

## Distribuzione
Lo squalo nervoso vive nelle acque tropicali dell'Oceano Indiano orientale e dell'Oceano Pacifico meridionale, nella zona compresa tra i 5° S e i 30° S di latitudine, in Australia (Queensland ed Australia Occidentale), Papua Nuova Guinea e Isole Salomone. Vive soprattutto nelle acque poco profonde della piattaforma continentale e, forse, anche in acque più profonde.

## Descrizione
Lo squalo nervoso è uno squalo di medie dimensioni che raggiunge in media 100-130 centimetri; alcuni esemplari, però, raggiungono anche i 150 centimetri. Il dorso è grigio-bruno con riflessi color bronzo; il ventre e i lati sono bianchi. Le pinne dorsali, pettorali e caudale hanno il bordo nero; quelle pettorali e la caudale hanno l'apice nero.
Ha una pinna anale e due pinne dorsali. La prima pinna dorsale è alta e a forma di falce, mentre la seconda, più piccola, è pari al 3-4% dell'intera lunghezza del corpo. Come tutti gli altri membri del suo ordine ha cinque fessure branchiali.
Lo squalo nervoso ricorda molto nell'aspetto le altre specie del genere Carcharhinus, soprattutto lo squalo pinnanera di barriera (Carcharhinus melanopterus), con cui viene spesso confuso.

## Biologia
Lo squalo nervoso si nutre soprattutto di pesci di fondale e, in misura minore, di crostacei e calamari. La riproduzione è vivipara e gli embrioni in sviluppo ricavano nutrimento dal sacco vitellino della placenta. Dopo un periodo di gestazione di 8-9 mesi la femmina partorisce una nidiata composta da 1-5 piccoli lunghi 35-40 centimetri.

## Conservazione
Lo squalo nervoso viene generalmente considerato innocuo per l'uomo, dato che cerca di evitare qualsiasi incontro con esso. Viene catturato per la carne, ma in numero molto ridotto, tanto che generalmente la specie non viene considerata in pericolo.